# Koraalcantate
Een koraalcantate is een cantate waaraan de tekst en in de regel ook de melodie van een kerklied, een koraal, ten grondslag ligt.
In koraalcantates is het aandeel van het koor vaak groter dan in andere cantates. In de 'per-omnes-versus'-koraalcantate worden alle strofen van het koraal in de verschillende delen verwerkt.
- Voorbeelden van koraalcantates zijn Bachs Wie schön leuchtet der Morgenstern en O Ewigkeit, du Donnerwort
- Voorbeelden van 'per-omnes-versus'-koraalcantates zijn, eveneens van Bach, Christ lag in Todesbanden, BWV 4 en Ich ruf zu dir, Herr Jesu Christ